# Stephan Michme
Stephan Michme (* 4. März 1972 in Magdeburg) ist ein deutscher Hörfunkmoderator und ehemaliger Sänger der Rockgruppe SCYCS.

## Leben
Michme begann seine Ausbildung Anfang der 1990er Jahre mit einem Studium der Germanistik und Sportwissenschaften an der Universität Magdeburg. Mit dem Radio kam er beim privaten Sender radio SAW in Magdeburg in Berührung, zunächst als Praktikant und Volontär, später als Moderator und Redakteur.
1998 wechselte er als Moderator zu Radio Fritz nach Potsdam. Dort moderierte er unter anderem zusammen mit Nina Zimmermann die Sendung Radiofritzen am Morgen. Ab 2007 moderierte er Sport-Blue Moon. Außerdem moderierte er bis 2013 jeden Sonntagabend den Neue-Musik-Blue-Moon auf Fritz, in dem er neu erschienene Musik vorstellte.
Ebenfalls 1998 begann Michme, als Moderator beim Berliner Musiksender MTV zu arbeiten. Hier war er in diversen Musik- und Spezialformaten zu sehen, zuletzt bei der Verleihung der MTV Europe Music Awards 2004 in Rom.
Von 2011 bis 2022 moderierte Stephan Michme alle zwei Wochen die Frühsendung Der Morgen von MDR Sachsen-Anhalt. Beim MDR hatte er von Oktober 2021 an eine Podcast-Reihe unter dem Titel Lässig älter werden. Im März 2022 hatten sich der MDR und der Moderator überraschend und ohne Angabe von Gründen getrennt.
1994 war Michme Mitbegründer der Rockgruppe SCYCS. Mit ihr produzierte er drei Alben. Größter Erfolg der Band war 1998 die Single Next November, die Platz 14 der deutschen Singlecharts erreichte. Das dazugehörige Debütalbum Pay TV stieg bis auf Platz 23. SCYCS spielten 1998 auch in einigen Folgen der RTL-Seifenoper Unter uns mit. Des Weiteren nahm er am Projekt New Rock Conference teil, mit denen er das Lied Heal Yourself aufnahm.
Michme ist Mitbetreiber des Plattenlabels Heartdisco. Des Weiteren war er von ca. 2004 bis April 2006 beim Rocksender Rockland tätig und hatte eine zweistündige, wöchentlich erscheinende Sendung Michme und der Rest ist Rock'n'Roll, in der er bekannte Personen aus Musik, Sport der Stadt Magdeburg zu Gast hatte und mit ihnen über Musik und andere Themen sprach.
Stephan Michme ist verheiratet und hat eine Tochter.